# Oscar al millor curtmetratge d'animació
L'Oscar al millor curtmetratge animat és un guardó atorgat per l'Acadèmia de les Arts i les Ciències Cinematogràfiques des de la cinquena entrega dels premis Oscar 1931. La categoria va ser coneguda com a "curtmetratge, dibuixos animats" entre 1932 i 1970, i com a "curtmetratge, pel·lícula animada" entre 1971 i 1973. El nom actual ha estat utilitzat des de 1974.

## Guanyadors i nominats
Com Short Subjects (Cartoons)

### Dècada de 1930
| Any  | Pel·lícula                                 | Nominats                                                      |
| ---- | ------------------------------------------ | ------------------------------------------------------------- |
| 1932 | Flowers and Trees                          | Walt Disney Productions, United Artists − Walt Disney         |
| 1932 | Mickey's Orphans                           | Walt Disney Productions, Columbia Pictures − Walt Disney      |
| 1932 | It's Got Me Again!                         | Leon Schlesinger Productions, Warner Bros. − Leon Schlesinger |
| 1933 | Three Little Pigs                          | Walt Disney Productions, United Artists − Walt Disney         |
| 1933 | Building a Building                        | Walt Disney Productions, United Artists − Walt Disney         |
| 1933 | The Merry Old Soul                         | Universal − Walter Lantz                                      |
| 1934 | The Tortoise and the Hare                  | Walt Disney Productions, United Artists − Walt Disney         |
| 1934 | Holiday Land                               | Screen Gems, Columbia − Charles Mintz                         |
| 1934 | Jolly Little Elves                         | Universal − Walter Lantz                                      |
| 1935 | Three Orphan Kittens                       | Walt Disney Productions, United Artists − Walt Disney         |
| 1935 | The Calico Dragon                          | Harman-Ising, Metro-Goldwyn-Mayer − Hugh Harman, Rudolf Ising |
| 1935 | Who Killed Cock Robin?                     | Walt Disney Productions, United Artists − Walt Disney         |
| 1936 | The Country Cousin                         | Walt Disney Productions, United Artists − Walt Disney         |
| 1936 | Old Mill Pond                              | Harman-Ising, Metro-Goldwyn-Mayer − Hugh Harman, Rudolf Ising |
| 1936 | Popeye the Sailor Meets Sindbad the Sailor | Fleischer Studios, Paramount − Max Fleischer                  |
| 1937 | The Old Mill                               | Walt Disney Productions, RKO Radio − Walt Disney              |
| 1937 | Educated Fish                              | Fleischer Studios, Paramount − Max Fleischer                  |
| 1937 | La petita venedora de llumins              | Screen Gems, Columbia − Charles Mintz                         |
| 1938 | Ferdinand the Bull                         | Walt Disney Productions, RKO Radio − Walt Disney              |
| 1938 | Brave Little Tailor                        | Walt Disney Productions, RKO Radio − Walt Disney              |
| 1938 | Mother Goose Goes Hollywood                | Walt Disney Productions, RKO Radio − Walt Disney              |
| 1938 | Good Scouts                                | Walt Disney Productions, RKO Radio − Walt Disney              |
| 1938 | Hunky and Spunky                           | Fleischer Studios, Paramount − Max Fleischer                  |
| 1939 | The Ugly Duckling                          | Walt Disney Productions, RKO Radio − Walt Disney              |
| 1939 | Detouring America                          | Leon Schlesinger Productions, Warner Bros. − Leon Schlesinger |
| 1939 | Peace on Earth                             | Metro-Goldwyn-Mayer − Fred Quimby, Hugh Harman                |
| 1939 | The Pointer                                | Walt Disney Productions, RKO Radio − Walt Disney              |

### Dècada de 1940
| Any  | Pel·lícula                                    | Nominats                                                         |
| ---- | --------------------------------------------- | ---------------------------------------------------------------- |
| 1940 | The Milky Way                                 | Metro-Goldwyn-Mayer − Fred Quimby, Rudolph Ising                 |
| 1940 | Puss Gets the Boot                            | Metro-Goldwyn-Mayer − Rudolph Ising                              |
| 1940 | A Wild Hare                                   | Leon Schlesinger Productions, Warner Bros. − Leon Schlesinger    |
| 1941 | Lend a Paw                                    | Walt Disney Productions, RKO Radio − Walt Disney                 |
| 1941 | Boogie Woogie Bugle Boy of Company B          | Walter Lantz Productions, Universal − Walter Lantz               |
| 1941 | Hiawatha's Rabbit Hunt                        | Leon Schlesinger Productions, Warner Bros. − Leon Schlesinger    |
| 1941 | How War Came                                  | Screen Gems, Columbia − George Winkler                           |
| 1941 | The Night Before Christmas                    | Metro-Goldwyn-Mayer − Fred Quimby                                |
| 1941 | Rhapsody in Rivets                            | Leon Schlesinger Productions, Warner Bros. − Leon Schlesinger    |
| 1941 | The Rookie Bear                               | Metro-Goldwyn-Mayer − Fred Quimby, Rudolph Ising                 |
| 1941 | Rhythm in the Ranks                           | Paramount − George Pal                                           |
| 1941 | Superman                                      | Fleischer Studios, Paramount − Max Fleischer                     |
| 1941 | Truant Officer Donald                         | Walt Disney Productions, RKO Radio − Walt Disney                 |
| 1942 | Der Fuehrer's Face                            | Walt Disney Productions, RKO Radio − Walt Disney                 |
| 1942 | All Out for 'V'                               | Terrytoons, 20th Century Fox − Paul Terry                        |
| 1942 | Blitz Wolf                                    | Metro-Goldwyn-Mayer − Fred Quimby                                |
| 1942 | Juke Box Jamboree                             | Walter Lantz Productions, Universal − Walter Lantz               |
| 1942 | Pigs in a Polka                               | Leon Schlesinger Productions, Warner Bros. − Leon Schlesinger    |
| 1942 | Tulips Shall Grow                             | Paramount − George Pal                                           |
| 1943 | The Yankee Doodle Mouse                       | Metro-Goldwyn-Mayer − Fred Quimby                                |
| 1943 | The Dizzy Acrobat                             | Walter Lantz Productions, Universal − Walter Lantz               |
| 1943 | The 500 Hats of Bartholomew Cubbins           | Paramount − George Pal                                           |
| 1943 | Greetings Bait                                | Leon Schlesinger Productions, Warner Bros. − Leon Schlesinger    |
| 1943 | Imagination                                   | Screen Gems, Columbia − Dave Fleischer                           |
| 1943 | Reason and Emotion                            | Walt Disney Productions, RKO Radio − Walt Disney                 |
| 1944 | Mouse Trouble                                 | Metro-Goldwyn-Mayer − Fred Quimby                                |
| 1944 | And to Think That I Saw It on Mulberry Street | Paramount − George Pal                                           |
| 1944 | Dog, Cat and Canary                           | Screen Gems, Columbia − Raymond Katz                             |
| 1944 | Fish Fry                                      | Walter Lantz Productions, Universal − Walter Lantz               |
| 1944 | How to Play Football                          | Walt Disney Productions, RKO Radio − Walt Disney                 |
| 1944 | My Boy, Johnny                                | Terrytoons, 20th Century Fox − Paul Terry                        |
| 1944 | Swooner Crooner                               | Warner Bros. − Edward Selzer                                     |
| 1945 | Quiet Please!                                 | Metro-Goldwyn-Mayer − Fred Quimby                                |
| 1945 | Donald's Crime                                | Walt Disney Productions, RKO Radio − Walt Disney                 |
| 1945 | Jasper and the Beanstalk                      | Paramount − George Pal                                           |
| 1945 | Life with Feathers                            | Warner Bros. − Edward Selzer                                     |
| 1945 | Mighty Mouse in Gypsy Life                    | Terrytoons, 20th Century Fox − Paul Terry                        |
| 1945 | The Poet and Peasant                          | Walter Lantz Productions, Universal − Walter Lantz               |
| 1945 | Rippling Romance                              | Screen Gems, Columbia − Raymond Katz                             |
| 1946 | The Cat Concerto                              | Metro-Goldwyn-Mayer − Fred Quimby                                |
| 1946 | Musical Moments from Chopin                   | Walter Lantz Productions, Universal − Walter Lantz               |
| 1946 | John Henry and the Inky-Poo                   | Paramount − George Pal                                           |
| 1946 | Squatter's Rights                             | Walt Disney Productions, RKO Radio − Walt Disney                 |
| 1946 | Walky Talky Hawky                             | Warner Bros. − Edward Selzer                                     |
| 1947 | Tweetie Pie                                   | Warner Bros. − Edward Selzer                                     |
| 1947 | Chip an' Dale                                 | Walt Disney Productions, RKO Radio − Walt Disney                 |
| 1947 | Dr. Jekyll and Mr. Mouse                      | Metro-Goldwyn-Mayer − Fred Quimby                                |
| 1947 | Pluto's Blue Note                             | Walt Disney Productions, RKO Radio − Walt Disney                 |
| 1947 | Tubby the Tuba                                | Paramount − George Pal                                           |
| 1948 | The Little Orphan                             | Metro-Goldwyn-Mayer − Fred Quimby                                |
| 1948 | Mickey and the Seal                           | Walt Disney Productions, RKO Radio − Walt Disney                 |
| 1948 | Mouse Wreckers                                | Warner Bros. − Edward Selzer                                     |
| 1948 | Robin Hoodlum                                 | UPA, Columbia − John Hubley i Raymond Katz                       |
| 1948 | Tea for Two Hundred                           | Walt Disney Productions, RKO Radio − Walt Disney                 |
| 1949 | For Scent-imental Reasons                     | Warner Bros. − Edward Selzer                                     |
| 1949 | Hatch Up Your Troubles                        | Metro-Goldwyn-Mayer − Fred Quimby                                |
| 1949 | Magic Fluke                                   | UPA, Columbia − Stephen Bosustow                                 |
| 1949 | Toy Tinkers                                   | Walt Disney Productions, RKO Radio − Walt Disney                 |
| 1949 | Canary Row                                    | Walt Disney Productions, The Vitaphone Corporation − Walt Disney |

### Dècada de 1950
| Any  | Pel·lícula                              | Nominats                                                         |
| ---- | --------------------------------------- | ---------------------------------------------------------------- |
| 1950 | Gerald McBoing-Boing                    | United Productions of America, Columbia − Stephen Bosustow       |
| 1950 | Jerry's Cousin                          | Metro-Goldwyn-Mayer − Fred Quimby                                |
| 1950 | Trouble Indemnity                       | United Productions of America, Columbia − Stephen Bosustow       |
| 1951 | The Two Mouseketeers                    | Metro-Goldwyn-Mayer − Fred Quimby                                |
| 1951 | Lambert the Sheepish Lion               | Walt Disney Productions, RKO Radio − Walt Disney                 |
| 1951 | Rooty Toot Toot                         | United Productions of America, Columbia − Stephen Bosustow       |
| 1952 | Johann Mouse                            | Metro-Goldwyn-Mayer − Fred Quimby                                |
| 1952 | Little Johnny Jet                       | Metro-Goldwyn-Mayer − Fred Quimby                                |
| 1952 | Madeline                                | United Productions of America, Columbia − Stephen Bosustow       |
| 1952 | Pink and Blue Blues                     | United Productions of America, Columbia − Stephen Bosustow       |
| 1952 | The Romance of Transportation in Canada | National Film Board of Canada − Colin Low                        |
| 1953 | Toot, Whistle, Plunk and Boom           | Walt Disney Productions, Buena Vista Distribution − Walt Disney  |
| 1953 | Christopher Crumpet                     | United Productions of America, Columbia − Stephen Bosustow       |
| 1953 | From A to Z-Z-Z-Z                       | Warner Bros. − Edward Selzer                                     |
| 1953 | Rugged Bear                             | Walt Disney Productions, RKO Radio − Walt Disney                 |
| 1953 | The Tell-Tale Heart                     | United Productions of America, Columbia − Stephen Bosustow       |
| 1954 | When Magoo Flew                         | United Productions of America, Columbia − Stephen Bosustow       |
| 1954 | Crazy Mixed Up Pup                      | Walter Lantz Productions, Universal-International − Walter Lantz |
| 1954 | Pigs Is Pigs                            | Walt Disney Productions, RKO Radio − Walt Disney                 |
| 1954 | Sandy Claws                             | Warner Bros. − Edward Selzer                                     |
| 1954 | Touché, Pussy Cat!                      | Metro-Goldwyn-Mayer − Fred Quimby                                |
| 1955 | Speedy Gonzales                         | Warner Bros. − Edward Selzer                                     |
| 1955 | Good Will to Men                        | Metro-Goldwyn-Mayer − Fred Quimby, William Hanna, Joseph Barbera |
| 1955 | The Legend of Rockabye Point            | Walter Lantz Productions, Universal-International − Walter Lantz |
| 1955 | No Hunting                              | Walt Disney Productions, RKO Radio − Walt Disney                 |
| 1956 | Magoo's Puddle Jumper                   | United Productions of America, Columbia − Stephen Bosustow       |
| 1956 | Gerald McBoing-Boing on Planet Moo      | United Productions of America, Columbia − Stephen Bosustow       |
| 1956 | The Jaywalker                           | United Productions of America, Columbia − Stephen Bosustow       |
| 1957 | Birds Anonymous                         | Warner Bros. − Edward Selzer                                     |
| 1957 | One Droopy Knight                       | Metro-Goldwyn-Mayer − William Hanna, Joseph Barbera              |
| 1957 | Tabasco Road                            | Warner Bros. − Edward Selzer                                     |
| 1957 | Trees and Jamaica Daddy                 | United Productions of America, Columbia − Stephen Bosustow       |
| 1957 | The Truth About Mother Goose            | Walt Disney Productions, Buena Vista Distribution − Walt Disney  |
| 1958 | Knighty Knight Bugs                     | Warner Bros. − John W. Burton                                    |
| 1958 | Paul Bunyan                             | Walt Disney Productions, Buena Vista Distribution − Walt Disney  |
| 1958 | Sidney's Family Tree                    | Terrytoons, 20th Century Fox − William M. Weiss                  |
| 1959 | Moonbird                                | Storyboard-Harrison − John Hubley, Faith Elliott Hubley          |
| 1959 | Mexicali Shmoes                         | Warner Bros. − John W. Burton                                    |
| 1959 | Noah's Ark                              | Walt Disney Productions, Buena Vista Distribution − Walt Disney  |
| 1959 | The Violinist                           | Pintoff Prods., Kingsley International − Ernest Pintoff          |

### Dècada de 1960
| Any  | Pel·lícula                                         | Nominats |
| ---- | -------------------------------------------------- | --- |
| 1960 | Munro                                              | Rembrandt Films, Film Representations − Jules Feiffer, William L. Snyder                                               |
| 1960 | Goliath II                                         | Walt Disney Productions, Buena Vista Distribution − Walt Disney                                                        |
| 1960 | High Note                                          | Warner Bros. − Chuck Jones                                                                                             |
| 1960 | Mouse and Garden                                   | Warner Bros. − Friz Freleng                                                                                            |
| 1960 | A Place in the Sun                                 | George K. Arthur, Go Pictures − Frantisek Vystrecil                                                                    |
| 1961 | Surogat                                            | Zagreb Film, Herts-Lion International Corp. − Dusan Vukotic                                                            |
| 1961 | Aquamania                                          | Walt Disney Productions, Buena Vista Distribution − Walt Disney                                                        |
| 1961 | Beep Prepared                                      | Warner Bros. − Chuck Jones                                                                                             |
| 1961 | Nelly's Folly                                      | Warner Bros. − Chuck Jones                                                                                             |
| 1961 | The Pied Piper of Guadalupe                        | Warner Bros. − Friz Freleng                                                                                            |
| 1962 | The Hole                                           | Storyboard Inc., Brandon Films − John Hubley, Faith Hubley                                                             |
| 1962 | Icarus Montgolfier Wright                          | Format Films, United Artists − Jules Engel                                                                             |
| 1962 | Now Hear This                                      | Warner Bros. − David H. DePatie                                                                                        |
| 1962 | Self Defense... for Cowards                        | Rembrandt Films, Film Representations − William L. Snyder                                                              |
| 1962 | A Symposium on Popular Songs                       | Walt Disney Productions, Buena Vista Distribution − Walt Disney                                                        |
| 1963 | The Critic                                         | Pintoff-Crossbow Prods., Columbia Pictures − Ernest Pintoff                                                            |
| 1963 | Automania 2000                                     | Pathé Contemporary Films − John Halas                                                                                  |
| 1963 | Igra                                               | Rembrandt Films, Film Representations − Dušan Vukotic                                                                  |
| 1963 | My Financial Career                                | National Film Board of Canada, Walter Reade-Sterling-Continental Distributing − Gerald Potterton                       |
| 1963 | Pianissimo                                         | Cinema 16 −Carmen D'Avino                                                                                              |
| 1964 | The Pink Phink                                     | Mirisch Films, DePatie-Freleng Enterprises, United Artists − David H. DePatie, Friz Freleng                            |
| 1964 | Christmas Cracker                                  | National Film Board of Canada, Favorite Films of California − Norman McLaren, Jeff Hale, Gerald Potterton, Grant Munro |
| 1964 | How to Avoid Friendship                            | Rembrandt Films, Film Representations − William L. Snyder                                                              |
| 1964 | Nudnik No. 2                                       | Rembrandt Films, Film Representations − William L. Snyder                                                              |
| 1965 | The Dot and the Line                               | Sib Tower 12 Productions, Metro-Goldwyn-Mayer − Chuck Jones, Les Goldman                                               |
| 1965 | Clay or the Origin of Species                      | Harvard University, Pathé Contemporary Films − Eliot Noyes, Jr.                                                        |
| 1965 | The Thieving Magpie                                | Allied Artists − Emanuele Luzzati                                                                                      |
| 1966 | A Herb Alpert and the Tijuana Brass Double Feature | Paramount Pictures − John Hubley, Faith Hubley                                                                         |
| 1966 | The Drag                                           | National Film Board of Canada, Favorite Films − Carlos Marchiori                                                       |
| 1966 | The Pink Blueprint                                 | Mirisch Films, DePatie-Freleng Enterprises, United Artists − David H. DePatie, Friz Freleng                            |
| 1967 | The Box                                            | Brandon Films − Fred Wolf                                                                                              |
| 1967 | Hypothese Beta                                     | Films Orzeaux, Pathé Contemporary Films − Jean-Charles Meunier                                                         |
| 1967 | What on Earth!                                     | National Film Board of Canada, Columbia − Les Drew, Kaj Pindal                                                         |
| 1968 | Winnie the Pooh and the Blustery Day               | Walt Disney Productions, Buena Vista Distribution − Walt Disney                                                        |
| 1968 | The House That Jack Built                          | National Film Board of Canada, Columbia − Ron Tunis                                                                    |
| 1968 | The Magic Pear Tree                                | Bing Crosby Prods. − Jimmy Murakami                                                                                    |
| 1968 | Windy Day                                          | Hubley Studios, Paramount − John Hubley, Faith Hubley                                                                  |
| 1969 | It's Tough to Be a Bird                            | Walt Disney Productions, Buena Vista Distribution − Ward Kimball                                                       |
| 1969 | Of Men and Demons                                  | Hubley Studios, Paramount − John Hubley, Faith Hubley                                                                  |
| 1969 | Walking                                            | National Film Board of Canada, Columbia − Ryan Larkin                                                                  |

### Dècada de 1970
| 1970 | Is It Always Right to Be Right?               | Stephen Bosustow Prods., Schoenfeld Films − Lee Mishkin                                  |
| 1970 | The Further Adventures of Uncle Sam: Part Two | Haboush Company, Goldstone Films − Robert Mitchell, Dale Case                            |
| 1970 | The Shepherd                                  | Cameron Guess and Associates, Brandon Films − Cameron Guess                              |
| 1971 | The Crunch Bird                               | Maxwell-Petok, Petrovich Prods., Regency Films − Ted Petok                               |
| 1971 | Evolution                                     | National Film Board of Canada, Columbia − Michael Mills                                  |
| 1971 | The Selfish Giant                             | Potterton Prods., Pyramid Films − Peter Sander, Gerald Potterton                         |
| La categoria es va reanomenar millors curtmetratges d'animació (Short Subjects (Animated Films)).            |                                               |                                                                                          |
| 1972 | A Christmas Carol                             | American Broadcasting Company − Richard Williams                                         |
| 1972 | Kama Sutra Rides Again                        | Lion International Films − Bob Godfrey                                                   |
| 1972 | Tup Tup                                       | Zagreb Film, Corona Cinematografica, Manson Distributing − Nedeljko Dragic               |
| 1973 | Frank Film                                    | Frank Mouris Prod. − Frank Mouris                                                        |
| 1973 | The Legend of John Henry                      | Bosustow-Pyramid Films − Nick Bosustow, David Adams                                      |
| 1973 | Pulcinella                                    | Luzzati-Gianini Prod. − Emanuele Luzzati, Guilo Gianini                                  |
| La categoria es va reanomenar millors curtmetratges (pel·lícules d'animació) (Short Films (Animated Films)). |                                               |                                                                                          |
| 1974 | Closed Mondays                                | Lighthouse Productions − Will Vinton, Bob Gardiner                                       |
| 1974 | The Family That Dwelt Apart                   | National Film Board of Canada − Yvon Mallette, Robert Verrall                            |
| 1974 | Hunger                                        | National Film Board of Canada − Peter Foldes, René Jodoin                                |
| 1974 | Voyage to Next                                | Hubley Studio − John Hubley, Faith Hubley                                                |
| 1974 | Winnie the Pooh and Tigger Too!               | Walt Disney Productions, Buena Vista Distribution − Wolfgang Reitherman                  |
| 1975 | Great                                         | Grantstern, British Lion Films Ltd. − Bob Godfrey                                        |
| 1975 | Kick Me                                       | Swarthe Productions − Robert Swarthe                                                     |
| 1975 | Monsieur Pointu                               | National Film Board of Canada − René Jodoin, Bernard Longpré, André Leduc                |
| 1975 | Sisyphus                                      | Hungarofilms − Marcell Jankovics                                                         |
| 1976 | Leisure                                       | Film Australia − Suzanne Baker                                                           |
| 1976 | Dedalo                                        | Cineteam Realizzazioni − Manfredo Manfredi                                               |
| 1976 | The Street                                    | National Film Board of Canada − Caroline Leaf, Guy Glover                                |
| 1977 | The Sand Castle                               | National Film Board of Canada − Co Hoedeman                                              |
| 1977 | Bead Game                                     | National Film Board of Canada − Ishu Patel                                               |
| 1977 | A Doonesbury Special                          | Hubley Studio − John Hubley, Faith Hubley, Garry Trudeau                                 |
| 1977 | Jimmy the C                                   | Motionpicker Production − James Picker, Robert Grossman, Craig Whitaker                  |
| 1978 | Special Delivery                              | National Film Board of Canada − Eunice Macauley, John Weldon                             |
| 1978 | Oh My Darling                                 | Nico Crama Productions − Nico Crama                                                      |
| 1978 | Rip Van Winkle                                | Will Vinton/Billy Budd − Will Vinton                                                     |
| 1979 | Every Child                                   | National Film Board of Canada − Derek Lamb                                               |
| 1979 | Dream Doll                                    | Godfrey Films, Zagreb Film, Halas and Batchelor, Film Wright − Bob Godfrey, Zlatko Grgic |
| 1979 | It's so Nice to Have a Wolf Around the House  | AR&T Productions, Learning Corporation of America − Paul Fierlinger                      |

### Dècada de 1980
| Any  | Pel·lícula                                 | Nominats                                                                        |
| ---- | ------------------------------------------ | ------------------------------------------------------------------------------- |
| 1980 | The Fly                                    | PannóniaFilm, Budapest − Ferenc Rófusz                                          |
| 1980 | All Nothing                                | Société Radio-Canada − Frédéric Back                                            |
| 1980 | History of the World in Three Minutes Flat | Michael Mills Productions Ltd. − Michael Mills                                  |
| 1981 | Crac                                       | Société Radio-Canada − Frédéric Back                                            |
| 1981 | The Creation                               | Will Vinton Productions − Will Vinton                                           |
| 1981 | The Tender Tale of Cinderella Penguin      | National Film Board of Canada − Janet Perlman                                   |
| 1982 | Tango                                      | Film Polski − Zbigniew Rybczyński                                               |
| 1982 | The Great Cognito                          | Will Vinton Productions − Will Vinton                                           |
| 1982 | The Snowman                                | Snowman Enterprises Ltd., Channel 4 − Dianne Jackson                            |
| 1983 | Sundae in New York                         | Motionpicker Production − Jimmy Picker                                          |
| 1983 | Mickey's Christmas Carol                   | Walt Disney Productions, Buena Vista Distribution − Burny Mattinson             |
| 1983 | Sound of Sunshine - Sound of Rain          | Hallinan Plus − Eda Hallinan                                                    |
| 1984 | Charade                                    | Michael Mills Productions, Sheridan College − Jon Minnis                        |
| 1984 | Doctor DeSoto                              | Sporn Animation − Morton Schindel, Michael Sporn                                |
| 1984 | Paradise                                   | National Film Board of Canada − Ishu Patel                                      |
| 1985 | Anna & Bella                               | The Netherlands − Børge Ring                                                    |
| 1985 | The Big Snit                               | National Film Board of Canada − Richard Condie, Michael Scott                   |
| 1985 | Second Class Mail                          | National Film & Television School − Alison Snowden                              |
| 1986 | A Greek Tragedy                            | CineTe pvba − Linda Van Tulden, Willem Thijsen                                  |
| 1986 | The Frog, The Dog and The Devil            | New Zealand National Film Unit − Bob Stenhouse, Hugh MacDonald, Martin Townsend |
| 1986 | Luxo Jr.                                   | Pixar − John Lasseter, William Reeves                                           |
| 1987 | The Man Who Planted Trees                  | Canadian Broadcasting Corporation − Frédéric Back                               |
| 1987 | George and Rosemary                        | National Film Board of Canada − Eunice Macaulay, Alison Snowden, David Fine     |
| 1987 | Your Face                                  | Bill Plympton                                                                   |
| 1988 | Tin Toy                                    | Pixar − John Lasseter, William Reeves                                           |
| 1988 | The Cat Came Back                          | National Film Board of Canada − Cordell Barker                                  |
| 1988 | Technological Threat                       | Bill Kroyer                                                                     |
| 1989 | Balance                                    | Wolfgang Lauenstein, Christoph Lauenstein                                       |
| 1989 | The Cow                                    | Aleksandr Petrov                                                                |
| 1989 | The Hill Farm                              | Mark Baker                                                                      |

### Dècada de 1990
| Any  | Pel·lícula                              | Nominats                                                                                      |
| ---- | --------------------------------------- | --------------------------------------------------------------------------------------------- |
| 1990 | Creature Comforts                       | Aardman Animations, Channel 4 − Nick Park                                                     |
| 1990 | A Grand Day Out                         | Aardman Animations, National Film & Television School − Nick Park                             |
| 1990 | Grasshoppers                            | Bruno Bozzetto                                                                                |
| 1991 | Manipulation                            | Daniel Greaves                                                                                |
| 1991 | Blackfly                                | National Film Board of Canada − Christopher Hinton                                            |
| 1991 | Strings                                 | National Film Board of Canada − Wendy Tilby                                                   |
| 1992 | Mona Lisa Descending a Staircase        | Joan C. Gratz                                                                                 |
| 1992 | Adam                                    | Aardman Animations − Peter Lord                                                               |
| 1992 | Reci, Reci, Reci...                     | Michaela Pavlátová                                                                            |
| 1992 | The Sandman                             | Paul Berry                                                                                    |
| 1992 | Screen Play                             | Barry Purves                                                                                  |
| 1993 | The Wrong Trousers                      | Aardman Animations, BBC − Nick Park                                                           |
| 1993 | Blindscape                              | National Film & Television School − Stephen Palmer                                            |
| 1993 | The Mighty River                        | Société Radio-Canada − Frédéric Back, Hubert Tison                                            |
| 1993 | Small Talk                              | Bob Godfrey, Kevin Baldwin                                                                    |
| 1993 | The Village                             | Mark Baker                                                                                    |
| 1994 | Bob's Birthday                          | Snowden Fine Animation, National Film Board of Canada, Channel 4 − Alison Snowden, David Fine |
| 1994 | The Big Story                           | Tim Watts, David Stoten                                                                       |
| 1994 | The Janitor                             | Vanessa Schwartz                                                                              |
| 1994 | The Monk and the Fish                   | Michael Dudok de Wit                                                                          |
| 1994 | Triangle                                | Erica Russell                                                                                 |
| 1995 | A Close Shave                           | Aardman Animations, BBC − Nick Park                                                           |
| 1995 | The Chicken From Outer Space            | Stretch Films, Hanna-Barbera, Cartoon Network − John Dilworth                                 |
| 1995 | The End                                 | Alias Systems Corporation − Chris Landreth, Robin Barger                                      |
| 1995 | Gagarin                                 | Alexiy Kharitidi                                                                              |
| 1995 | Runaway Brain                           | Walt Disney Animation Studios − Chris Bailey                                                  |
| 1996 | Quest                                   | Tyron Montgomery, Thomas Stellmach                                                            |
| 1996 | Canhead                                 | Timothy Hittle                                                                                |
| 1996 | La Salla                                | National Film Board of Canada − Richard Condie                                                |
| 1996 | Wat's Pig                               | Aardman Animations, Channel 4 − Peter Lord                                                    |
| 1997 | Geri's Game                             | Pixar − Jan Pinkava                                                                           |
| 1997 | Famous Fred                             | Joanna Quinn                                                                                  |
| 1997 | Rusalka                                 | Aleksandr Petrov                                                                              |
| 1997 | Redux Riding Hood                       | Walt Disney Television Animation − Steve Moore                                                |
| 1997 | La Vieille dame et les pigeons          | Sylvain Chomet                                                                                |
| 1998 | Bunny                                   | Blue Sky Studios − Chris Wedge                                                                |
| 1998 | The Canterbury Tales                    | S4C, BBC Wales, HBO − Christopher Grace, Jonathan Myerson                                     |
| 1998 | Jolly Roger                             | Astley Baker Davies, Silver Bird Productions, Channel 4 − Mark Baker                          |
| 1998 | More                                    | Bad Clams Productions, Swell Productions − Mark Osborne, Steven B. Kalafer                    |
| 1998 | When Life Departs                       | Karsten Kiilerich, Stefan Fjeldmark                                                           |
| 1999 | The Old Man and the Sea                 | Aleksandr Petrov                                                                              |
| 1999 | 3 Misses                                | CineTe − Paul Driessen                                                                        |
| 1999 | Humdrum                                 | Aardman Animations, Canal+, Channel 4 − Peter Peake                                           |
| 1999 | My Grandmother Ironed the King's Shirts | Studio Magica, National Film Board of Canada − Torill Kove                                    |
| 1999 | When the Day Breaks                     | National Film Board of Canada − Wendy Tilby and Amanda Forbis                                 |

### Dècada de 2000
| Any  | Pel·lícula                                               | Nominats                                                                                      |
| ---- | -------------------------------------------------------- | --------------------------------------------------------------------------------------------- |
| 2000 | Father and Daughter                                      | Michaël Dudok de Wit                                                                          |
| 2000 | Periwig Maker                                            | Ideal Standard Film − Steffen Schäffler, Annette Schäffler                                    |
| 2000 | Rejected                                                 | Bitter Films − Don Hertzfeldt                                                                 |
| 2001 | For the Birds                                            | Pixar − Ralph Eggleston                                                                       |
| 2001 | Fifty Percent Grey                                       | Ruairí Robinson, Seamus Byrne                                                                 |
| 2001 | Give Up Yer Aul Sins                                     | Brown Bag Films − Cathal Gaffney, Darragh O'Connell                                           |
| 2001 | Strange Invaders                                         | National Film Board of Canada − Cordell Barker                                                |
| 2001 | Stubble Trouble                                          | Calabash Animation − Joseph E. Merideth                                                       |
| 2002 | The ChubbChubbs!                                         | Sony Pictures Animation, Columbia − Jacquie Barnbrook, Eric Armstrong, Jeff Wolverton         |
| 2002 | Katedra                                                  | Tomek Baginski                                                                                |
| 2002 | Mike's New Car                                           | Pixar − Pete Docter, Roger Gould                                                              |
| 2002 | Mt. Head                                                 | Kōji Yamamura                                                                                 |
| 2002 | Das Rad                                                  | Film Academy Baden-Württemberg − Chris Stenner, Arvid Uibel, Heidi Wittlinger                 |
| 2003 | Harvie Krumpet                                           | Australian Film Commission, Film Victoria, SBS Independent − Adam Elliot                      |
| 2003 | Boundin'                                                 | Pixar − Bud Luckey                                                                            |
| 2003 | Gone Nutty                                               | Blue Sky Studios − Carlos Saldanha, John C. Donkin                                            |
| 2003 | Nibbles                                                  | Chris Hinton                                                                                  |
| 2003 | Destino                                                  | Walt Disney Animation Studios − Dominique Monféry, Roy E. Disney                              |
| 2004 | Ryan                                                     | Chris Landreth − National Film Board of Canada                                                |
| 2004 | Birthday Boy                                             | Australian Film Television and Radio School − Sejong Park, Andrew Gregory                     |
| 2004 | Gopher Broke                                             | Blur Studio − Jeff Fowler, Tim Miller                                                         |
| 2004 | Guard Dog                                                | Bill Plympton                                                                                 |
| 2004 | Lorenzo                                                  | Walt Disney Animation Studios − Mike Gabriel, Baker Bloodworth                                |
| 2005 | The Moon and the Son: An Imagined Conversation           | John Canemaker                                                                                |
| 2005 | Badgered                                                 | National Film & Television School − Sharon Colman                                             |
| 2005 | The Mysterious Geographic Explorations of Jasper Morello | 3d Films Pty Ltd., Australian Film Commission, Film Victoria, SBS Independent − Anthony Lucas |
| 2005 | Número 9                                                 | UCLA Animation Workshop, Thinkart Films − Shane Acker                                         |
| 2005 | One Man Band                                             | Pixar − Andrew Jimenez, Mark Andrews                                                          |
| 2006 | The Danish Poet                                          | Torill Kove − Mikrofilm AS, National Film Board of Canada                                     |
| 2006 | Lifted                                                   | Pixar − Gary Rydstrom                                                                         |
| 2006 | The Little Matchgirl                                     | Walt Disney Animation Studios − Roger Allers, Don Hahn                                        |
| 2006 | Maestro                                                  | Géza M. Tóth                                                                                  |
| 2006 | No Time for Nuts                                         | Blue Sky Studios − Chris Renaud, Michael Thurmeier                                            |
| 2007 | Peter & the Wolf                                         | Se-ma-for, BreakThru Films − Suzie Templeton                                                  |
| 2007 | Even Pigeons Go To Heaven                                | BUF − Samuel Tourneux, Simon Vanesse                                                          |
| 2007 | I Met the Walrus                                         | Josh Raskin                                                                                   |
| 2007 | Madame Tutli-Putli                                       | National Film Board of Canada − Chris Lavis, Maciek Szczerbowski                              |
| 2007 | My Love                                                  | Aleksandr Petrov                                                                              |
| 2008 | La Maison en Petits Cubes                                | Robot Communications − Kunio Katō                                                             |
| 2008 | Lavatory - Lovestory                                     | Melnitsa Animation Studio − Konstantin Bronzit                                                |
| 2008 | Oktapodi                                                 | Gobelins L'Ecole de L'Image − Emud Mokhberi, Thierry Marchand                                 |
| 2008 | Presto                                                   | Pixar − Doug Sweetland                                                                        |
| 2008 | This Way Up                                              | Nexus Productions − Alan Smith, Adam Foulkes                                                  |
| 2009 | Logorama                                                 | H5, Autour de Minuit Productions − Nicolas Schmerkin                                          |
| 2009 | Granny O'Grimm's Sleeping Beauty                         | Brown Bag Films − Nicky Phelan, Darragh O'Connell                                             |
| 2009 | French Roast                                             | Fabrice Joubert                                                                               |
| 2009 | La dama y la muerte                                      | Kandor Graphics − Javier Recio Gracia                                                         |
| 2009 | A Matter of Loaf and Death                               | Aardman Animations − Nick Park                                                                |

### Dècada de 2010
| Any  | Pel·lícula                                        | Nominats                                                   |
| ---- | ------------------------------------------------- | ---------------------------------------------------------- |
| 2010 | The Lost Thing                                    | Shaun Tan, Andrew Ruhemann                                 |
| 2010 | Day & Night                                       | Pixar − Teddy Newton                                       |
| 2010 | El grúfal                                         | Magic Light Pictures, Studio Soi − Jakob Schuh, Max Lang   |
| 2010 | Let's Pollute                                     | Geefwee Boedoe                                             |
| 2010 | Madagascar, a Journey Diary                       | Bastien Dubois                                             |
| 2011 | The Fantastic Flying Books of Mr. Morris Lessmore | Moonbot Studios − William Joyce, Brandon Oldenburg         |
| 2011 | Dimanche                                          | National Film Board of Canada − Patrick Doyon              |
| 2011 | La Luna                                           | Pixar - Enrico Casarosa                                    |
| 2011 | A Morning Stroll                                  | Studio AKA − Grant Orchard, Sue Goffe                      |
| 2011 | Wild Life                                         | National Film Board of Canada − Wendy Tilby, Amanda Forbis |
| 2012 | Paperman                                          | Walt Disney Animation Studios − John Kahrs                 |
| 2012 | Adam and Dog                                      | Minkyu Lee                                                 |
| 2012 | Fresh Guacamole                                   | PES                                                        |
| 2012 | Head Over Heels                                   | Timothy Reckart, Fodhla Cronin O'Reilly                    |
| 2012 | The Longest Daycare                               | David Silverman                                            |
| 2013 | Mr Hublot                                         | Laurent Witz, Alexandre Espigares                          |
| 2013 | Feral                                             | Daniel Sousa, Dan Golden                                   |
| 2013 | Possessions                                       | Shuhei Morita                                              |
| 2013 | Room on the Broom                                 | Max Lang, Jan Lachaue                                      |
| 2013 | Get a Horse!                                      | Lauren MacMullan, Dorothy McKim                            |
| 2014 | Feast                                             | Patrick Osborne, Kristina Reed                             |
| 2014 | The Bigger Picture                                | Christopher Hees, Daisy Jacobs                             |
| 2014 | The Dam Keeper                                    | Robert Kondo, Dice Tsutsumi                                |
| 2014 | Me and My Moulton                                 | Torill Kove                                                |
| 2014 | A Single Life                                     | Joris Oprins                                               |
| 2015 | Bear Story                                        | Pato Escala Pierart, Gabriel Osorio Vargas                 |
| 2015 | Prologue                                          | Imogen Sutton, Richard Williams                            |
| 2015 | Sanjay's Super Team                               | Sanjay Patel, Nicole Paradis Grindle                       |
| 2015 | We Can't Live Without Cosmos                      | Konstantin Bronzit                                         |
| 2015 | World of Tomorrow                                 | Don Hertzfeldt                                             |
| 2016 | Piper                                             | Alan Barillaro, Marc Sondheimer                            |
| 2016 | Blind Vaysha                                      | Theodore Ushev                                             |
| 2016 | Borrowed Time                                     | Andrew Coats, Lou Hamou-Lhadj                              |
| 2016 | Pear Cider and Cigarettes                         | Cara Speller, Robert Valley                                |
| 2016 | Pearl                                             | Patrick Osborne                                            |
| 2017 | Dear Basketball                                   | Glen Keane, Kobe Bryant                                    |
| 2017 | Garden Party                                      | Victor Caire, Gabriel Grapperon                            |
| 2017 | Lou                                               | Dave Mullins, Dana Murray                                  |
| 2017 | Negative Space                                    | Ru Kuwahata, Max Porter                                    |
| 2017 | La revolta dels contes                            | Jakob Schuh, Jan Lachauer                                  |
| 2018 | Bao                                               | Becky Neiman-Cobb, Domee Shi                               |
| 2018 | Animal Behaviour                                  | David Fine, Alison Snowden                                 |
| 2018 | Late Afternoon                                    | Louise Bagnall, Nuria González Blanco                      |
| 2018 | One Small Step                                    | Andrew Chesworth, Bobby Pontillas                          |
| 2018 | Weekends                                          | Trevor Jimenez                                             |
| 2019 | Hair Love                                         | Matthew A. Cherry, Karen Rupert Toliver                    |
| 2019 | Daughter                                          | Daria Kashcheeva                                           |
| 2019 | Kitbull                                           | Kathryn Hendrickson, Rosana Sullivan                       |
| 2019 | Mémorable                                         | Bruno Collet, Jean-François Le Corre                       |
| 2019 | Sister                                            | Siqi Song                                                  |

### Dècada de 2020
| Any  | Pel·lícula                                                    | Nominats                                  |
| ---- | ------------------------------------------------------------- | ----------------------------------------- |
| 2020 | If Anything Happens I Love You                                | Michael Govier, Will McCormack            |
| 2020 | Burrow                                                        | Michael Capbarat, Madeline Sharafian      |
| 2020 | Genius Loci                                                   | Adrien Mérigeau, Amaury Ovise             |
| 2020 | Opera                                                         | Erick Oh                                  |
| 2020 | Já-fólkið                                                     | Arnar Gunnarsson, Gísli Darri Halldórsson |
| 2021 | The Windshield Wiper                                          | Alberto Mielgo, Leo Sanchez               |
| 2021 | Affairs of the Art                                            | Joanna Quinn, Les Mills                   |
| 2021 | Bestia                                                        | Hugo Covarrubias, Tevo Díaz               |
| 2021 | BoxBallet                                                     | Anton Dyakov                              |
| 2021 | Robin Robin                                                   | Dan Ojari, Mikey Please                   |
| 2022 | The Boy, the Mole, the Fox and the Horse                      | Charlie Mackesy, Matthew Freud            |
| 2022 | The Flying Sailor                                             | Amanda Forbis, Wendy Tilby                |
| 2022 | Ice Merchants                                                 | João Gonzalez, Bruno Caetano              |
| 2022 | My Year of Dicks                                              | Sara Gunnarsdóttir, Pamela Ribon          |
| 2022 | An Ostrich Told Me the World Is Fake and I Think I Believe It | Lachlan Pendragon                         |
| 2023 | War Is Over! Inspired by the Music of John & Yoko             | Dave Mullins, Brad Booker                 |
| 2023 | Letter to a Pig                                               | Tal Kantor, Amit R. Gicelter              |
| 2023 | Ninety-Five Senses                                            | Jared Hess, Jerusha Hess                  |
| 2023 | Our Uniform                                                   | Yegane Moghaddam                          |
| 2023 | Pachyderme                                                    | Stéphanie Clément, Marc Rius              |